# Quinta das Águas
A Quinta das Águas é uma quinta localizada em Vila Nova de Famalicão, Portugal.
A construção da casa solarenga terá ocorrido na década de 1850. Pertenceu antigamente, ao 1.º Visconde de Vila Nova de Famalicão, o Comendador José Joaquim Machado.